# 志村けん・中山秀征の「い〜んでないの?!」
志村けん・中山秀征の「い〜んでないの?!」（しむらけんなかやまひでゆきのいーんでないの）は、1999年10月8日から2002年3月25日まで、TBSラジオで放送されていたトーク番組である。

## 出演者
メインパーソナリティ
- 志村けん
- 中山秀征

アシスタント
※共にTBSアナウンサー
- 木村郁美（番組開始当初毎週出演していたが、その後不定期に）
- 山内あゆ（2001年ごろから出演）

## 放送時間
- 毎週金曜日 24:00 - 25:00 （1999年10月8日 - 2000年3月31日）
- 毎週金曜日 25:00 - 26:00 （2000年4月7日 - 2000年9月29日）
- 毎週木曜日 25:00 - 26:00 （2000年10月5日 - 2001年3月29日）
- 毎週月曜日 21:00 - 22:00 （2001年4月2日 - 2002年3月25日）

## 概要
- 志村けんと中山秀征のトーク番組。1999年10月に金曜日深夜24:00の1時間枠でスタート、2000年4月から『UP'S〜Ultra Performer'S radio〜』の枠タイトルが無くなった直後の金曜日25:00（深夜1:00）に移行。2000年10月に木曜日25:00に移行。2001年4月に月曜日21:00の枠に移動。
- 放送当時の木村郁美は、TBSを代表するいわゆる「売れっ子アナウンサー」だった。当初はレギュラー出演者だったのだが、やがて他の出演番組との関係もあって志村・中山との収録スケジュールの調整がつきにくくなった。このため番組では木村の代役として複数の女性タレントをゲストアシスタントとして起用していたこともあった。その後2000年入社の山内あゆを正式な新アシスタントとして迎え入れたが、木村は降板せず番組末期まで出演していた。
- ラジオ番組でありながら出演者が全員コスプレをして出演していたのが特徴。これは志村の発案によるもので、中山からは最初「なんで？ラジオだよ!?」と怪訝な反応を返されたが志村は「だからいいんだよ。やってて楽しいのが伝わる」と答えた。

## ネット局
- 北海道放送：毎週金曜日 25:00 - 26:00 （2000年4月 - 9月）→ 毎週木曜日 25:00 - 26:00 （2000年10月 - 2001年3月）、毎週日曜日 20:00 - 21:00 （2001年10月 - 2002年3月）
- 琉球放送：毎週金曜日 25:00 - 26:00 （2000年4月 - 9月）→ 毎週木曜日 25:00 - 26:00 （2000年10月 - 2001年3月）、毎週月曜日 24:00 - 25:00 （2001年10月 - 2002年3月）
  - 上記2局の2001年3月までは、旧UP'Sのネット枠を引き継いでの放送だった。
- IBC岩手放送：毎週土曜日 21:00 - 22:00 （1999年10月 - 2000年3月）、毎週土曜日 21:00 - 22:00 （2000年10月 - 2001年3月）、毎週土曜日 20:00 - 21:00 （2001年10月 - 2002年3月）
- 北陸放送：毎週日曜日 20:00 - 21:00 （2000年10月 - 2001年3月）、毎週日曜日 19:00 - 20:00 （2001年10月 - 2002年3月）
- 福井放送：毎週土曜日 19:00 - 20:00 （2001年10月 - 2002年3月）
- 中部日本放送：毎週日曜日 19:00 - 20:00 （2001年10月 - 2002年3月）
  - 2001年4月〜2001年9月の間ネット局は無く、TBSラジオのみでの放送だった。